# Julius Cohnheim
Julius Friedrich Cohnheim (født 20. juli 1839 i Demmin i Pommern, død 14. august 1884 i Leipzig) var en tysk læge, far til Otto Cohnheim.
Efter at have studeret ved forskellige tyske universiteter blev han 1864 assistent hos Virchow. 1867-72 var han professor i almindelig patologi og patologisk anatomi i Kiel, 1872-78 professor i de samme fag i Breslau og fra 1878 til sin død professor i almindelig patologi og direktør for det patologiske institut i Leipzig.
Cohnheim var den første, der anvendte frysning af væv for at kunne undersøge dem friske uden hærdning. Af stor betydning var hans påvisning af de hvide blodlegemers udtræden af blodkarrene ved betændelse, idet han derved godtgjorde, at puslegemerne væsentligst er hvide blodlegemer og ikke opståede ved en deling af bindevævscellerne.
Af hans arbejder handler de vigtigste om betændelse, om embolier og om tuberkulose. Den sikre metode til påvisning af tuberkulose ved
indpodning i en kanins forreste øjenkammer skyldes Cohnheim i forbindelse med den danske bakteriolog C.J. Salomonsen. Cohnheims samlede afhandlinger, ledsagede af en biografi, er udgivne af Ernst Leberecht Wagner (Leipzig 1885).